# Kadosactinidae
Kadosactinidae Riemann-Zürneck, 1991, anche conosciuta come Kadosactidae, è una famiglia di celenterati antozoi nella superfamiglia Metridioidea dell'ordine Actiniaria.

## Descrizione
La famiglia è caratterizzata da muscoli basilari e sfintere marginale mesogleale forte. Corpo con base ben sviluppata. Colonna divisibile in scapus e scapulus, il primo solitamente con una cuticola e dei tentacoli facilmente decidui. Colonna spesso con un anello distale di cinclidi, di solito tra scapus e scapulus. Tentacoli sistemati regolarmente, i loro lati aborali a volte con mesoglea ispessita. Mesenteri non divisibili in macro e micro-cnemi, disposti in modo massiccio. Sei o dodici coppie di mesenteri perfette e fertili. Muscoli divaricatori diffousi, raramente circoscritti. Aconzio, se presente, con nematocisti basitrici e grandi p-amastigofori microbasici. Cnidomi: spirocisti robusti, basitrici, olotrici e p-amastigofori microbasici..

## Tassonomia
Secondo il World Register of Marine Species (WORMS), la famiglia risulta composta dai seguenti generi:
- Alvinactis  Rodríguez, Castorani & Daly, 2008
- Cyananthea  Doumenc & Van-Praët, 1988
- Jasonactis  Rodriguez, Barbeitos, Gusmao & Haussermann, 2012
- Kadosactis  Danielssen, 1890
- Maractis  Fautin & Barber, 1999
- Marianactis  Fautin & Hessler, 1989
- Pacmanactis
- Paranthosactis
- Seepactis  Sanamyan & Sanamyan, 2007